# Mordella albodispersa
Mordella albodispersa is een keversoort uit de familie spartelkevers (Mordellidae). De wetenschappelijke naam van de soort is voor het eerst geldig gepubliceerd in 1933 door Píc.